# Bluebell 2C
Bluebell 2C (również: Bluebell 1, Bluebell 2 Cylinder) – amerykański wojskowy satelita technologiczny, służący najpewniej jako cel do badań radarowych. Satelita został wyniesiony jako ładunek dodatkowy dla misji satelity wywiadowczego KH-7 25 (wraz z podobnym Bluebell 2S).